# UFC 264
UFC 264: Poirier vs. McGregor 3（ユーエフシー・ツーシックスティフォー：ポイエー・バーサス・マクレガー・スリー）は、アメリカ合衆国の総合格闘技団体「UFC」の大会の一つ。2021年7月10日、ネバダ州ラスベガスのT-モバイル・アリーナで開催された。

## 大会概要
本大会はダスティン・ポイエーとコナー・マクレガーのライト級戦が組まれた。
ドナルド・トランプ元アメリカ合衆国大統領、ジャスティン・ビーバー、メル・ギブソン、ジャレッド・レト、コートニー・カーダシアン、トラヴィス・バーカー、ミーガン・フォックス、マシン・ガン・ケリー、オデル・ベッカム、ベイカー・メイフィールド、ロバート・クラフト、デイヴ・シャペル、ローガン・ポール、ジェイク・ポール等のセレブリティが会場で観戦した。

## 試合結果

### アーリープレリム
第1試合 フライ級 5分3R
○  ジャルガス・ジュマグロフ vs.  ジェローム・リベラ ×
1R 2:02 ギロチンチョーク
第2試合 ミドル級 5分3R
○  ブラッド・タヴァレス vs.  オマリ・アフメドフ ×
3R終了 判定2-1（28-29、29-28、29-28）
第3試合 女子フライ級 5分3R
○  ジェニファー・マイア vs.  ジェシカ・アイ ×
3R終了 判定3-0（29-28、29-28、30-27）

### プレリミナリーカード
第4試合 ミドル級 5分3R
○  ドリカス・デュ・プレシ vs.  トレヴィン・ジャイルズ ×
2R 1:41 KO（右ストレート→パウンド）
第5試合 フェザー級 5分3R
○  イリア・トプリア vs.  ライアン・ホール ×
1R 4:47 KO（パウンド）
第6試合 ウェルター級 5分3R
○  ミシェル・ペレイラ vs.  ニコ・プライス ×
3R終了 判定3-0（29-28、29-28、29-28）
第7試合 ウェルター級 5分3R
○  マックス・グリフィン vs.  カーロス・コンディット ×
3R終了 判定3-0（29-28、29-28、30-27）

### メインカード
第8試合 バンタム級 5分3R
○  ショーン・オマリー vs.  クリス・モウティーニョ ×
3R 4:33 TKO（スタンドパンチ連打）
第9試合 139.5ポンド契約 5分3R
○  アイリーン・アルダナ vs.  ヤナ・クニツカヤ ×
1R 4:35 TKO（パウンド）
※アルダナの体重超過によりバンタム級から変更
第10試合 ヘビー級 5分3R
○  タイ・トゥイバサ vs.  グレッグ・ハーディ ×
1R 1:07 KO（左フック→パウンド）
第11試合 ウェルター級 5分3R
○  ギルバート・バーンズ vs.  スティーブン・トンプソン ×
3R終了 判定3-0（29-28、29-28、29-28）
第12試合 ライト級 5分5R
○  ダスティン・ポイエー vs.  コナー・マクレガー ×
1R 5:00 TKO（ドクターストップ）

### 各賞
ファイト・オブ・ザ・ナイト：ショーン・オマリー vs. クリス・モウティーニョ
パフォーマンス・オブ・ザ・ナイト：タイ・トゥイバサ、ドリカス・デュ・プレシ
各選手にはボーナスとして7万5000ドルが授与された。

### カード変更
負傷などによるカードの変更は以下の通り。